# Delirious?
Delirious? var en kristen rock/lovsångsgrupp från Littlehampton, Storbritannien. Gruppens sångare var Martin Smith, Stuart Garrard var gitarrist och bakgrunssångare, Jon Thatcher spelade elbas, Tim Jupp spelade keyboard och piano, och Paul Evans var trummis i bandet. Deras förra trummis, Stew Smith, lämnade bandet i slutet av april 2008.
Deras sång "I Could Sing of Your Love Forever", från 2004, har kallats en modern lovsångsklassiker och är deras kändaste sång i USA.

## Diskografi
Studioalbum
- 1994 – Cutting Edge (under namnet "The Cutting Edge Band")
- 1997 – King of Fools
- 1999 – Mezzamorphis
- 2000 – Glo
- 2001 – Audio Lessonover?
- 2002 – Touch
- 2003 – World Service
- 2005 – The Mission Bell
- 2008 – Kingdom of Comfort

Livealbum
- 1996 – Live & In the Can
- 1998 – d:tour 1997 Live at Southampton
- 2002 – Access:d
- 2004 – UP: Unified Praise (med Hillsong United)
- 2006 – Now Is the Time - Live at Willow Creek
- 2009 – My Soul Sings - live from Bogota
- 2010 – Farewell Show

Samlingsalbum
- 2001 – Deeper
- 2002 – Libertad
- 2009 – History Makers

EP
- 1997 – DeEPer EP (#36)

Singlar (topp 100 på UK Singles Chart)
- 1997 – "White Ribbon Day" (#41)
- 1997 – "Deeper" (#20)
- 1997 – "Promise" (#20)
- 1999 – "See the Star" (#16)
- 2000 – "It's OK" (#18)
- 2001 – "Waiting for the Summer" (#26)
- 2001 – "I Could Sing of Your Love Forever" (#40)
- 2005 – "Paint the Town Red" (#56)
- 2008 – "Love Will Find a Way" (#55)
- 2010 – "History Maker" (#4)